# Cabezón de Liébana
Cabezón de Liébana è un comune spagnolo di soli 685 abitanti situato nella comunità autonoma della Cantabria. Fa parte della comarca di Liébana ed è formato da dodici nuclei abitati, il cui capoluogo è Cabezón de Liébana; l'indicazione della comarca si rende necessaria per distinguerlo da Cabezón de la Sal, altro comune della Cantabria.

## Storia
Già nell'età del Bronzo l'uomo era presente nella comarca di Liebana e i primi insediamenti stabili furono di tribù di Cantabri che si opposero duramente e a lungo alla dominazione dei Romani, con i quali finirono poi per integrarsi arruolandosi in parte nelle legioni.
Della successiva dominazione visigota restano poche tracce così come di quella musulmana. La ripopolazione avvenne rapidamente nell'VIII secolo, ma cominciarono le lotte feudali fra le famiglie dei Mendoza e dei Manriques che si risolsero solo con la concessione a Diego Hurtado de Mendoza, figlio del marchese di Santillana, del titolo di duca di Liebana da parte dei "Re Cattolici" alla metà del XV secolo. Il dominio dei Mendoza non fu mai molto gradito dal popolo. che esercitò anche forme di resistenza, ma cessò solo alla metà del XIX secolo quando venne abolito il regime feudale in Spagna e si provvide ad una riforma dell'amministrazione del territorio spagnolo. A quell'epoca risale la nascita del comune i cui nuclei abitati appartenevano in gran parte al comune di Valdeprado che fu diviso in due parti, e quella settentrionale formò il comune cui venne assegnata come capoluogo la località di Cabezón.
I primi documenti scritti che riferiscono di località del comune risalgono ai secoli X ed XI.
Durante la guerra d'indipendenza spagnola Cabezon fu sede di combattimenti e subì diversi danni, come pure avvenne durante la guerra civile del 1936.
La ricostruzione si tenne nella seconda metà del XX secolo.

## Monumenti e luoghi d'interesse
I monumenti da ricordare sono sparsi nelle diverse località comunali e sono prevalentemente religiosi.
Ermita del carmen, barocca del 1727, Monasterio de santa Maria de Piasca con la sua chiesa del IX secolo, Ermita de N.tra S.ra de Guadalupe del XVIII secolo, Capilla de San Paque del XVII secolo, Ermita rupestre de Cambaco dell'VIII secolo, la chiesa parrocchiale di Luresio del 1823, che ospita la stele cantabro-romana di pietra di forma circolare col diametro di circa un metro e mezzo e lo spessore di 20 centimetri. L'incisione in caratteri latini indica che fu fatta eseguire dai figli Ambatus e Desiderus per il padre sessantenne Ambalo Pentovieco della tribù degli Ambatici. Altri monumenti sono la Ermita de la Virgen de la Luz dei secoli XIII-XV, della stessa epoca è la Capilla de la Encarnacion e le chiese parrocchiali dei secoli XV-XVI delle frazioni del comune: Camecho, Camarco, Frama e Parrozo.
Da notare anche le Casas nobles del XVIII secolo nella frazione di Los Cos, del XVIII secolo.
Dal punto di vista paesaggistico e naturale è apprezzabile tutto il territorio comunale, in particolare da segnalare sono il Parque Nacional de los Picos de Europa, il Parque de Aqua, nella frazione di Anierzo, e la Sierra de la Feria Sacra' la cui cima più alta, detta "El Cornon", è a 2047 metri di altitudine.

## Società

### Tradizione e folclore
In ognuno dei centri di cui è composto il comune si svolgono le feste patronali, il 2 maggio si effettua per gran parte degli abitanti del comune una romeria (pellegrinaggio, processione seguita da festa campestre) al Santuario di Santo Toribio de Liébana.

## Geografia antropica
Il comune è composto da 12 centri abitati: Aniezo, Buyezo, Cabezón de Liébana (capoluogo), Cahecho, Cambarco, Frama, Lamedo, Luriezo, Perrozo, Piasca, San Andrés e Torices.

## Economia
La sua popolazione lavorativa è dedita per il 44,5% al settore terziario, il 27,6% al secondario e il 27,9% al primario. È un comune rurale preferito dal turista che cerca la quiete e il riposo e da chi desidera dedicarsi alle escursioni in montagna che offre paesaggi interessanti e la vista splendida dei Picos de Europa con cime tutte superiori ai 2500 metri di altitudine.
La sua economia si basa sull'agricoltura dei cereali e dell'ortofrutticoltura ed, essendo la comarca dotata di un microclima mediterraneo, anche di produzioni che normalmente non potrebbero esserci in montagna. L'offerta turistica è corredata di adeguate strutture alberghiere e case di vacanza. Sono praticati anche l'allevamento del bestiame e lo sfruttamento dei boschi. Il settore secondario è rappresentato dall'artigianato del legno, dei mobili e della ceramica, tradizionale era la tessitura del lino.